# Валя Верде
Валя Верде (рум. Valea Verde) — село в Каушанском районе Молдавии. Наряду с сёлами Грэдиница и Леунтя входит в состав коммуны Грэдиница.

## История
Село образовано 11 июня 1964 года из населённого пункта третьего отделения совхоза «Леонтьево».

## География
Село расположено на высоте 32 метра над уровнем моря.

## Население
По данным переписи населения 2004 года, в селе Валя Верде проживает 125 человек (66 мужчин, 59 женщин).
Этнический состав села:
| Национальность | Число жителей | Процентный состав |
| -------------- | ------------- | ----------------- |
| молдаване      | 64            | 51,2              |
| русские        | 42            | 33,6              |
| украинцы       | 18            | 14,4              |
| прочие         | 1             | 0,8               |
| Всего          | 125           | 100 %             |